# Upplands runinskrifter 98
Upplands runinskrifter 98 (med signum U 98) är en numera försvunnen runsten som ska ha stått på en gravkulle i Rotebro, invid den gamla landsvägen.

## Inskriften
Ristningen är ovanligt formulerad. Ragnfast var Ingetoras son och Sigtrygg har förmodligen hennes make. Stenen är rest till minne av Ingetoras fader, men namnet på fadern är förstört. Stenen är alltså inte rest till minne av Ragnfast utan han har varit med sin moder och rest den.
Inskriften enligt äldre avbildningar: 
Translitterering av runraden:
[igiþur- : lit : raisa : stain : þina : eftiR : faþur : sin : syktrykR : auk : ragnfastr : sun : henaR : ragnar : hit : bruþiR : henaR :]
Normalisering till runsvenska:
Ingiþor[a] let ræisa stæin þenna æftiR faður sinn, SigtryggR, ok Ragnfastr, sunn hænnaR. Ragnarr het broðiR hænnaR
Översättning till nusvenska:
Ingetora lät resa denna sten efter sin fader, Sigtrygg, och Ragnfast, hennes son. Ragnar hette hennes broder.

## Historia
Stenen skall enligt texten ovanför träsnittet i Collectaneum Monumentale Runicum ha varit placerad på en jordhög och gravkulle. I Fornminnesregistret anges gravhögen 373:1, som denna hög.